# Euro Hockey Tour 2015/2016
Euro Hockey Tour 2015/2016 jako 20. edycja turnieju Euro Hockey Tour. 
Rozgrywki rozpoczęły się 5 listopada 2015 turniejem Karjala Cup, a zakończy się w maju 2016.

## Turnieje

### Karjala Cup
Mecze turnieju o Puchar Karjala odbyły się od 5 do 8 listopada 2015 roku. Turniej zorganizowano w fińskich Helsinkach, zaś jeden mecz odbył się w szwedzkim Örnsköldsviku (rozegrano tam spotkanie pomiędzy Szwecją i Czechami).

### Channel One Cup
Mecze turnieju o Puchar Pierwszego Programu odbyły się od 17 do 20 grudnia 2015 roku. Turniej zorganizowano w Rosji, zaś jeden mecz odbył się w stolicy Czech Pradze (rozegrano tam spotkanie pomiędzy Czechami i Finlandią).

### Serie dwumeczy Euro Hockey Tour
W 2016 roku rozgrywane są serie dwumeczów pomiędzy poszczególnymi reprezentacjami.
| 11 lutego 2016 | Czechy | 3:2 pk. | Rosja | Werk Arena, Trzyniec |

| Szczegóły      | Szczegóły                                                         | Szczegóły                 | Szczegóły                                     | Szczegóły                                                                            |
| -------------- | ----------------------------------------------------------------- | ------------------------- | --------------------------------------------- | ------------------------------------------------------------------------------------ |
| Godzina: 18:30 | L. Krenželok (EQ) 03:43 M. Řepík (EQ) 47:59 L. Kašpar (PEN) 65:00 | (1:1, 0:0, 1:1, 0:0, 1:0) | 04:07 (PS) S. Szumakow 42:48 (EQ) R. Ljubimow | Widzów: 5 200 Sędzia główny: Mikko Kaukokari Sędziowie liniowi: Anssi Kalevi Salonen |
| Godzina: 18:30 | 6 min. kar                                                        |                           | 14 min. kar                                   | Widzów: 5 200 Sędzia główny: Mikko Kaukokari Sędziowie liniowi: Anssi Kalevi Salonen |

| 11 lutego 2016 | Szwecja | 3:2 | Finlandia | Behrn Arena, Örebro |

| Szczegóły      | Szczegóły                                                               | Szczegóły       | Szczegóły                                 | Szczegóły                                                                     |
| -------------- | ----------------------------------------------------------------------- | --------------- | ----------------------------------------- | ----------------------------------------------------------------------------- |
| Godzina: 19:10 | N. Danielsson (EQ) 00:29 N. Burström (EQ) 37:19 J. Sundström (EQ) 41:40 | (1:0, 1:0, 1:2) | 46:02 (EQ) H. Pesonen 55:26 (EQ) M. Niemi | Widzów: 5500 Sędzia główny: Roman Gofman Sędziowie liniowi: Konstantin Olenin |
| Godzina: 19:10 | 8 min.                                                                  |                 | 6 min.                                    | Widzów: 5500 Sędzia główny: Roman Gofman Sędziowie liniowi: Konstantin Olenin |

| 13 lutego 2016 | Czechy | 2:4 | Rosja | Ostrava Aréna, Ostrawa |

| Szczegóły      | Szczegóły                                       | Szczegóły       | Szczegóły                                                                               | Szczegóły                                                                           |
| -------------- | ----------------------------------------------- | --------------- | --------------------------------------------------------------------------------------- | ----------------------------------------------------------------------------------- |
| Godzina: 13:30 | T. Kundrátek (PP1) 34:20 J. Buchtele (EQ) 42:31 | (0:1, 1:1, 1:2) | 14:23 (EQ) R. Ljubimow 26:14 (PP1) A. Syomin 50:07 (EQ) I. Tełegin 56:53 (EQ) N. Gusiew | Widzów: 9600 Sędzia główny: Mikko Kaukokari Sędziowie liniowi: Anssi Kalevi Salonen |
| Godzina: 13:30 | 25 min. kar                                     |                 | 8 min. kar                                                                              | Widzów: 9600 Sędzia główny: Mikko Kaukokari Sędziowie liniowi: Anssi Kalevi Salonen |

| 13 lutego 2016 | Szwecja | 4:2 | Finlandia | Hovet, Sztokholm |

| Szczegóły      | Szczegóły                                                                                     | Szczegóły       | Szczegóły                                 | Szczegóły                                                                     |
| -------------- | --------------------------------------------------------------------------------------------- | --------------- | ----------------------------------------- | ----------------------------------------------------------------------------- |
| Godzina: 15:30 | A. Thuresson (EQ) 12:29 P. Zackrisson (EQ) 16:41 P. Zackrisson (EQ) 21:25 T. Heed (PP1) 40:31 | (2:0, 1:2, 1:0) | 31:54 (EQ) J. Nättinen 34:26 (PP1) S. Aho | Widzów: 8094 Sędzia główny: Roman Gofman Sędziowie liniowi: Konstantin Olenin |
| Godzina: 15:30 | 18 min. kar                                                                                   |                 | 16 min. kar                               | Widzów: 8094 Sędzia główny: Roman Gofman Sędziowie liniowi: Konstantin Olenin |

|  | Rosja |  | Finlandia |  |

|  | Rosja |  | Finlandia |  |

| 21 kwietnia 2016 | Szwecja |  | Rosja |  |

| 23 kwietnia 2016 | Szwecja |  | Rosja |  |